# Bernard Peugniez
Bernard Peugniez (* 24. Dezember 1947 in Coutiches) ist ein französischer Autor von Führern durch alle (ehemaligen und bestehenden) Zisterzienserklöster Europas.

## Leben und Werk

### Berufliche Laufbahn
Peugniez besuchte Schulen in Coutiches (Département Nord), Solesmes (1958–1965) und Saint-Amand-les-Eaux (1966). Er studierte von 1966 bis 1968 in Lille an der Faculté libre des sciences et technologies Agronomie und unterrichtete das Fach in Lille bis 1974. Dann trat er in den Dienst sozialer Einrichtungen in Saint-Amand-les-Eaux, von 1982 bis 2000 in Cambrai und zuletzt als Leiter der im Kloster Valloires angesiedelten Association. Die dazu nötige Zusatzausbildung hatte er 1979 in Rennes absolviert. 2008 trat er in den Ruhestand. Er lebt in Douriez.

### Der Zisterzienserforscher
Peugniez entdeckte in seiner Jugend das ehemalige Zisterzienser-Kloster Vaucelles (südlich Cambrai) und begeisterte sich für die Geschichte und Geografie des Zisterzienserordens. Er bereiste systematisch die Klosterorte und entfaltete in Etappen 1994, 2001 und 2012 sein Lebenswerk, die geografisch geordnete, kartografisch und fotografisch dokumentierte, historische und aktuelle Beschreibung von ca. 2000 europäischen Zisterzienserklöstern (und Zisterzienserinnenklöstern), seien sie in Blüte oder nur noch als Mauerrest vorhanden. Er ist seit 1992 Mitglied in der Gesellschaft Europäische Charta der Zisterzienserabteien und -stätten.

## Werke (chronologisch)
- Routier des abbayes cisterciennes de France. Editions du Signe, Straßburg 1994.
  - Rezension in: Cîteaux (Commentarii cistercienses) 46, 1995, S. 180.
- Ancienne abbaye cistercienne de Vaucelles. Gaud, Moisenay 2000. 48 Seiten.
- Routier cistercien. Abbayes et sites: France, Belgique, Luxembourg, Suisse. Nouvelle édition augmentée. Gaud, Moisenay 2001.
  - Rezension in: Analecta Cisterciensia 54, 2002, S. 312–314 („verdienstvolles Werk“, „unentbehrlich für alle diejenigen, die sich mit den (…) Zisterzen in Frankreich und im französischen Sprachgebiet beschäftigen“).
- (mit Henri Gaud) Regards sur le monde cistercien. Bd. 1: De Cîteaux à Alcobaça. Gaud, Moisenay 2002.
  - (spanisch) Miradas sobre el mundo cisterciense. Bd. 1: De Cîteaux à Alcobaça. Gaud, Moisenay 2002.
- Le guide routier de l’Europe cistercienne. Esprit des lieux, patrimoine, hôtellerie. Editions du Signe, Straßburg 2012.
  - Rezension in: Analecta Cisterciensia 64, 2012, S. 420–421 („ein Lebenswerk“, „Beschreibung von 2000 europäischen Zisterzienserklöstern (und Zisterzienserinnenklöstern)“, „reiche historische und architektonische Information“, „insgesamt ein wunderbares Buch“).